# ナジョージュヌイ (砕氷艦)
ナジョージュヌイ(ロシア語:Надежныйナジョージュヌィイ)は、ロシア帝国の港湾砕氷艦(Портовый ледокол)である。艦名は「頼りになる」といった意味のロシア語の形容詞である。

## 概要
1896年、コペンハーゲンのブルマイスター・ウント・ヴァイン造船所で起工された。同年11月12日には進水、1897年5月27日には竣工した。艦はデンマーク人の指揮の下スエズ運河を経由してヴラジヴォストークへ回航され、太平洋艦隊に編入された。
1904年から行われた日露戦争では、ナジョージュヌイは非力ながら太平洋艦隊の1艦として活動した。
1917年にロシア革命が勃発すると、1918年春には港は放棄された。6月20日にはシベリア出兵の干渉軍によって捕獲され、1921年1月には干渉軍によって艦隊から除籍された。
1922年10月には、赤軍の手によって復旧された。1924年2月27日には「赤い十月」という意味のクラースヌイ・オクチャーブリ(Красный Октябрьクラースヌィイ・アクチャーブリ)と改称され、砲艦に種別を変更された。このときの武装は、日本製の120 mm砲4 門であった。
7月20日には、全ロシア中央執行委員会の革命名誉称号を受けた。同日から10月29日にかけて、ボリース・ダヴィードフの指揮下、クラースヌイ・オクチャーブリはヴランゲリ島に赤軍部隊を上陸させ、この地を占領した。
この偉業を讃え、1925年には艦名がカピターン・ダヴィードフ(Капитан Давыдовカピターン・ダヴィーダフ)に変更された。のち、艦はたんにダヴィードフ(Давыдов)と呼ばれるようになった。
1925年3月2日からダヴィードフは港湾警備に就いた。1926年には、種別が港湾砕氷艦に戻された。
大祖国戦争時には、武装の上、砕氷任務を伴う実戦活動に投入された。1943年9月10日から12月11日にかけては、カナダのバンクーバーにてオーバーホールを施工された。
1956年には実用から外され、保管状態に入れられた。1957年5月21日には海軍より除籍された。